# Cierniogonek brązowy
Cierniogonek brązowy (Leptasthenura fuliginiceps) – gatunek małego ptaka z rodziny garncarzowatych (Furnariidae). Jest gatunkiem dosyć pospolitym, występującym w Andach od zachodniej Boliwii do środkowej Argentyny. Nie jest zagrożony.

## Systematyka
Gatunek po raz pierwszy zgodnie z zasadami nazewnictwa binominalnego opisali Alcide d’Orbigny i Frédéric de Lafresnaye, nadając mu nazwę Synallaxis fuliginiceps. Opis ukazał się w 1837 roku w „Magasin de Zoologie”. Holotyp pochodzi z Sica Sica w departamencie La Paz w Boliwii. IOC wyróżnia dwa podgatunki L. fuliginiceps:
- L. f. fuliginiceps (d’Orbigny & Lafresnaye, 1837)
- L. f. paranensis Sclater, P.L., 1862[9]

### Etymologia
- Leptasthenura: gr. λεπτος leptos „cienki”; ασθενης asthenes „słaby”; ουρα oura „ogon”[10].
- fuliginiceps: łac. fuligo, fuliginis „szadza”, „zakopcony”, -ceps -capped od łac. caput, capitis „głowa”[11].

## Morfologia
Nieduży, smukły ptak z krótkim dziobem, którego górna część jest jasnoszara, a dolna od czarnej do ciemnobrązowej. Tęczówki w kolorze od brązowego do ciemnobrązowego. Nogi oliwkowozielonkawe, szarooliwkowe lub szare. Pióra czoła i górnej części głowy tworzą szarobrązowy z płowym odcieniem czub. Od nasady dzioba poprzez oko rozciąga się jasnoszarobrązowy pasek rozszerzający się za płatem usznym. Policzki i płaty zauszne z czarnymi przebarwieniami. Reszta głowy, szyja, kark i grzbiet szarobrązowe, brzuch i spód ciała bladopłowobrązowy. Ogon długi, wyraźnie stopniowany, środkowe sterówki najdłuższe, zewnętrzne krótkie, wszystkie w kolorze rdzawym. Pokrywy skrzydeł rdzawawe. Obie płcie wyglądają tak samo. Młode osobniki mają lekko nakrapianą pierś, mniej wyraźnie zaznaczony czub i zaokrąglone sterówki. Podgatunek L. f. paranensis jest wyraźnie jaśniej wybarwiony. Długość ciała około 15–16 cm, masa ciała 9–13 g.

## Zasięg występowania
Występuje w Andach od zachodniej Boliwii do środkowej Argentyny na wysokości 1000–4200 m n.p.m. (zazwyczaj 1500–3900 m n.p.m.). Jest gatunkiem osiadłym. Poszczególne podgatunki występują:
- L. f. fuliginiceps – w Andach boliwijskich od południowego La Paz na południe do departamentów Potosí i Tarija
- L. f. paranensis – w północno-zachodniej i środkowo-zachodniej Argentynie – w Andach od prowincji Jujuy i Salta na południe do prowincji Mendoza oraz w górach prowincji San Luis i Córdoba.

## Ekologia
Jego głównym habitatem są suche zarośla górskie, półwilgotne i wilgotne zarośla górskie, lasy Polylepis, lasy półwilgotne oraz obrzeża lasów; szczególnie często występuje w wąwozach. Żywi się stawonogami, zjada m.in. jaja chrząszczy. Żeruje od podszytu do koron drzew, głównie parami lub w małych stadach, regularnie w stadach mieszanych. W Argentynie zaobserwowano wspólne żerowanie z cierniogonkiem rdzawym.

### Rozmnażanie
Rozmnaża się w okresie wiosny–lata. Gniazda buduje w postaci kul z materiału roślinnego, wyścielonych miękkimi włóknami roślin, gałązkami, puchem i piórami. Są one umieszczane w szczelinach w skałach lub budynkach. W południowym Peru i północno-zachodniej Argentynie składa jaja w lutym; w Argentynie pisklęta obserwowano w styczniu, lutym i kwietniu, a podloty w lutym i kwietniu. W zniesieniu zazwyczaj 2–3 jaja.

## Status
W Czerwonej księdze gatunków zagrożonych IUCN cierniogonek brązowy klasyfikowany jest od 2004 roku jako gatunek najmniejszej troski (LC – Least Concern). Zasięg jego występowania według szacunków organizacji BirdLife International obejmuje około 782 tys. km². Liczebność populacji nie jest oszacowana, jednak gatunek jest opisywany jako dosyć pospolity. Ze względu na brak dowodów na spadki liczebności bądź istotne zagrożenia dla gatunku, BirdLife International uznaje trend liczebności populacji za stabilny.